# العلاقات الآيسلندية الصومالية
العلاقات الآيسلندية الصومالية هي العلاقات الثنائية التي تجمع بين آيسلندا والصومال.

## مقارنة بين البلدين
هذه مقارنة عامة ومرجعية للدولتين:
| وجه المقارنة                                              | آيسلندا          | الصومال                        |
| --------------------------------------------------------- | ---------------- | ------------------------------ |
| المساحة (كم2)                                             | 103.00 ألف       | 637.66 ألف                     |
| عدد السكان (نسمة)                                         | 317.35 ألف       | 14.74 مليون                    |
| الكثافة السكانية (ن./كم²)                                 | 3.08             | 23.12                          |
| العاصمة                                                   | ريكيافيك         | مقديشو                         |
| اللغة الرسمية                                             | اللغة الآيسلندية | اللغة الصومالية، اللغة العربية |
| العملة                                                    | كرونة آيسلندية   | شلن صومالي                     |
| الناتج المحلي الإجمالي (بليون دولار)                      | 23.91 مليار      | 7.37 مليار                     |
| الناتج المحلي الإجمالي (تعادل القوة الشرائية) بليون دولار | 15.79 مليار      |                                |
| الناتج المحلي الإجمالي الاسمي للفرد دولار أمريكي          | 50.17 ألف        | 549                            |
| الناتج المحلي الإجمالي للفرد دولار أمريكي                 | 46.55 ألف        |                                |
| مؤشر التنمية البشرية                                      | 0.899            |                                |
| رمز المكالمات الدولي                                      | +354             | +252                           |
| رمز الإنترنت                                              | .is              | .so                            |
| المنطقة الزمنية                                           | 00، أوروبا/لندن ‏ | ت ع م+03:00                    |

## منظمات دولية مشتركة
يشترك البلدان في عضوية مجموعة من المنظمات الدولية، منها:
| علم المنظمة | اسم المنظمة                               | تاريخ انضمام آيسلندا | تاريخ انضمام الصومال |
| ----------- | ----------------------------------------- | -------------------- | -------------------- |
|             | مؤسسة التنمية الدولية                     | 19 مايو 1961         | 31 أغسطس 1962        |
|             | يونسكو                                    | 8 يونيو 1964         | 15 نوفمبر 1960       |
|             | الأمم المتحدة                             | 19 نوفمبر 1946       | 20 سبتمبر 1960       |
|             | الفريق المعني برصد الأرض                  | ?                    | ?                    |
|             | الاتحاد البريدي العالمي                   | ?                    | ?                    |
|             | البنك الدولي للإنشاء والتعمير             | 27 ديسمبر 1945       | 31 أغسطس 1962        |
|             | الاتحاد الدولي للاتصالات                  | 1 أكتوبر 1906        | 28 سبتمبر 1962       |
|             | منظمة حظر الأسلحة الكيميائية              | ?                    | ?                    |
|             | مؤسسة التمويل الدولية                     | 20 يوليو 1956        | 31 أغسطس 1962        |
|             | المركز الدولي لتسوية المنازعات الاستشارية | 14 أكتوبر 1966       | 30 مارس 1968         |
|             | منظمة الشرطة الجنائية الدولية             | ?                    | ?                    |

## وصلات خارجية
- موقع وزارة الخارجية الآيسلندية
- موقع وزارة الخارجية الصومالية